# Kungsholmen (distrito municipal)
Kungsholmen (oficialmente Kungsholmens stadsdelsområde) é um distrito municipal (stadsdelsområde) da  comuna de Estocolmo, na Suécia.                                                                                                          Abrange a ilha de Kungsholmen e ainda as vizinhas ilhas de Lilla Essingen e Stora Essingen.                                                                                                          

Tem cerca de 71 352 habitantes (2023).

Pertence à ”zona administrativa municipal" (stadsområde) de Estocolmo Central (Innerstaden).                                                                                                             

## Bairros administrativos
Kungsholmen é constituído por sete "bairros administrativos" (stadsdelar):

Panorama de Kungsholmen.

- Fredhäll
- Kristineberg
- Kungsholmen
- Lilla Essingen
- Marieberg
- Stadshagen
- Stora Essingen